# Євенко Андрій Федорович
Андрі́й Фе́дорович Єве́нко (нар. 13 жовтня 1915, село Піски, нині Бобровицького району Чернігівської області — 30 грудня 1991, Київ) — український актор, заслужений артист УРСР, колишній диктор українського радіо.

## Біографія
1940 року закінчив Харківське театральне училище, 1946 року — Київський театральний інститут (клас Гната Юри). У 1938—1940 роках працював актором Харківського театру юного глядача.
Працював 1937 року диктором Харківського радіо, у 1940—1941 роках — Львівського радіо, у 1942—1944 роках — на радіостанції «Радянська Україна» в Москві. Від 1944 року був диктором Українського республіканського радіо в Києві. Майстер художнього слова.
1960 року став заслуженим артистом УРСР.